# Foeni, Timiș
Foeni (în germană Föen, în maghiară Fény, în sârbă Фењ, cu alfabetul latin: Fenj) este satul de reședință al comunei cu același nume din județul Timiș, Banat, România.

## Monumente
- Conacul familiei Mocioni